# Авола
Авола (італ. Avola, сиц. Àvula) — муніципалітет в Італії, у регіоні Сицилія, провінція Сиракуза.
Авола розташована на відстані близько 600 км на південь від Рима, 210 км на південний схід від Палермо, 23 км на південний захід від Сиракузи.
Населення — 31 785 осіб (2014).
Щорічний фестиваль відбувається останньої неділі липня. Покровителька — свята Венера.

## Демографія
Населення за роками:

Станом на 1 січня 2023 року в муніципалітеті офіційно проживало 617 іноземців з 52 країн, серед них 187 громадян країн Євросоюзу та 3 громадяни України.

## Сусідні муніципалітети
- Ното
- Сиракуза